# Hylaeus greavesi
Hylaeus greavesi är en biart som först beskrevs av Rayment 1935.  Hylaeus greavesi ingår i släktet citronbin, och familjen korttungebin. Inga underarter finns listade i Catalogue of Life.

## Bildgalleri

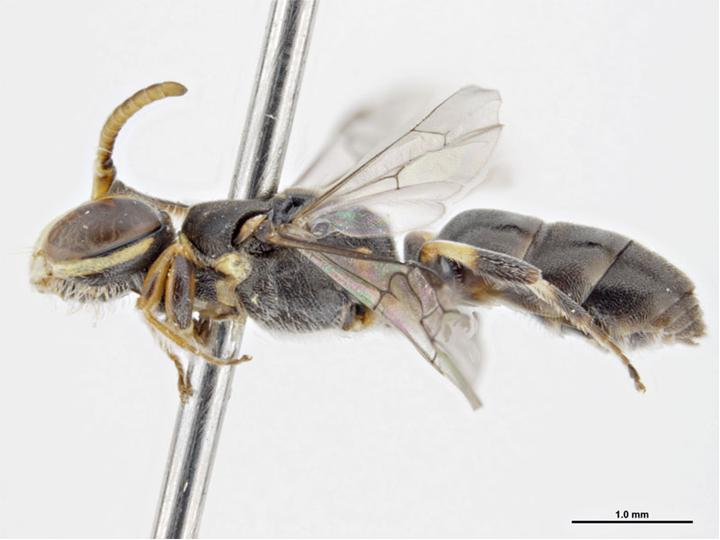
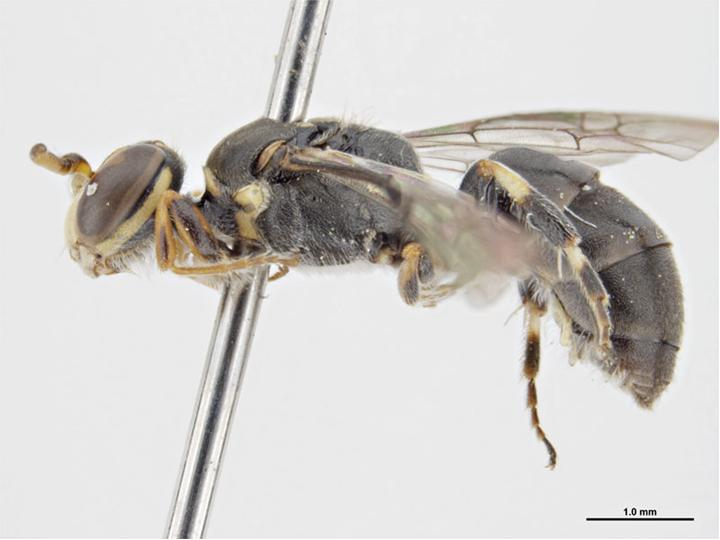